# 木村二瓶子
木村 二瓶子（きむら にへいし、1903年 - 1994年 ）は、日本の陶芸家、歌人である。本名木村 一男（きむら かずお）。7代目木村 清山（きむら せいざん）であり、その工房は「清山草房」である。生誕・死没ともに京都市。

## 来歴・人物
1903年（明治36年）、京都市下京区五条坂（現在の同市東山区）に生まれる。祖父は陶芸家5代目木村清山（木村市太郎）、父は同6代目木村清山（木村仙之助）、長男は長じて漫画家木村光久（のちの剪紙作家木村祥刀）となり、同志社大学教授の稲本健二は甥、映画プロデューサーでエッセイストの木村立哉は孫（三男の子息）にあたる。
河村蜻山に師事する。粉青沙器のような朝鮮系統の陶芸に魅力を感じ、花瓶や皿、火鉢、あるいは陶硯等の文房具、茶碗、水指等の茶器の制作を多く手がけた。手法としては、三島手、絵高麗手等の高麗茶碗、劃花、緑花、赤絵・青絵を得意とした。
1927年（昭和2年）、岸村不空枝らとともに陶芸団体「土に生きる会」を設立している。1929年（昭和4年）、師の河村蜻山や同志とともに「蒼玄社」を創立、新開覧山らもこれに入会、東京・大阪・神戸・京都で同会の展覧会を開催した。
1940年代の第二次世界大戦中、満州国（現在の中華人民共和国東北地区）に渡り、東安省林口に築窯しての作陶すると同時に、現地で技術指導に従事した。同地での作品は、昭和天皇、香淳皇后、閑院宮、久邇宮、賀陽宮、李王家に買い上げられるなど、献上品を制作した。
フランス政府主催の国際美術展に入選して同国に買い上げられ、文部省美術展覧会（新文展）にも入選、聖徳太子奉讃美術展覧会（東京府美術館、現在の東京都美術館）、大礼記念京都美術館美術展覧会（大礼記念京都美術館、現在の京都市美術館）、商工省工芸展覧会（商工展）、京都市美術展、選匠会展、国画創作協会工芸部（現在の国画会工芸部）、京都美術工芸院展覧会、大阪美術工芸展覧会等に入選した。
歌人としては、吉井勇に師事し、陶芸に関するもの、石仏に関する短歌を詠んだ。松本涼斧に師事して俳句もものした。
1994年（平成6年）、京都・五条坂の自宅で死去した。91歳没。